# Bignona
Bignona er en by i det sydlige Senegal, med et indbyggertal på cirka 35.000. Byen ligger cirka 30 kilometer nord for Ziguinchor, der er hovedbyen i landets sydlige del.